# 僕はここにいる (SOPHIAの曲)
『僕はここにいる』（ぼくはここにいる）は、2003年7月30日に発売されたSOPHIAの22枚目のシングル。

## 解説
- 2003年第2弾シングル。前作から6か月でのリリースとなった。
- アルバム『夢』の先行シングル。
- 帯の背表紙では表記が「僕はここにいる」となっているが、正式には「- 僕はここにいる -」となっている。
- ジャケットは、岩場のある荒野をバックに外国人の幼い子供が座っている。後に発売のアルバム『夢』の歌詞カードの最初のページにも登場している。
- 本作は、トイズファクトリー在籍時最後のシングルとなった。

## 収録曲
1. － 僕はここにいる － （4:33）
作詞・作曲:松岡充、編曲:SOPHIA
2. GJ escAPE （3:03）
作詞:松岡充、作曲:豊田和貴、編曲:SOPHIA
3. － 僕はここにいる － （Inst.） （4:33）
4. GJ escAPE （Inst.） （3:03）

## 楽曲の収録アルバム
- 10th ANNIVERSARY BEST (#1)

## タイアップ
- － 僕はここにいる －:テレビ東京系アニメ『カレイドスター』エンディングテーマ、日本テレビ系音楽番組『AX MUSIC-TV』MUSIC BOX